# Municipio de Mississippi (Illinois)
El municipio de Mississippi (en inglés: Mississippi Township) es un municipio ubicado en el condado de Jersey en el estado estadounidense de Illinois. En el año 2010 tenía una población de 2041 habitantes y una densidad poblacional de 21,68 personas por km².

## Geografía
El municipio de Mississippi se encuentra ubicado en las coordenadas 39°2′34″N 90°18′44″O / 39.04278, -90.31222. Según la Oficina del Censo de los Estados Unidos, el municipio tiene una superficie total de 94.14 km², de la cual 94,03 km² corresponden a tierra firme y (0,12 %) 0,12 km² es agua.

## Demografía
Según el censo de 2010, había 2041 personas residiendo en el municipio de Mississippi. La densidad de población era de 21,68 hab./km². De los 2041 habitantes, el municipio de Mississippi estaba compuesto por el 97,89 % blancos, el 0,24 % eran afroamericanos, el 0,24 % eran amerindios, el 0,2 % eran asiáticos, el 0,1 % eran de otras razas y el 1,32 % eran de una mezcla de razas. Del total de la población el 0,69 % eran hispanos o latinos de cualquier raza.